# Фенеш (Алба)
Фенеш (рум. Feneș) — село у повіті Алба в Румунії. Адміністративно підпорядковане місту Златна.
Село розташоване на відстані 287 км на північний захід від Бухареста, 22 км на захід від Алба-Юлії, 78 км на південь від Клуж-Напоки.

## Населення
За даними перепису населення 2002 року у селі проживали 1019 осіб, усі — румуни. Усі жителі села рідною мовою назвали румунську.